# Història de l'esport a Catalunya
Luci Minici Natal Quadroni, nascut a Bàrcino el 97 dC, guanyà la cursa de quadrigues de la 227a Olimpíada. Es podria considerar, per tant, el primer esportista català en esdevenir campió. L'activitat esportiva, però, tal com la coneixem avui en dia, es començà a desenvolupar a Catalunya durant la segona meitat del segle xix i anà creixent progressivament durant el primer quart del segle xx.

## Els orígens
L'origen de les pràctiques esportives a Catalunya va ser doble. D'una banda trobem aquells esports que sorgiren de l'adaptació als temps moderns d'antigues formes de lleure, com esgrima, tir (amb carabina o pistola), equitació o navegació, d'origen militar, molt més lligat a les classes aristocràtiques i burgeses; i el senderisme i algunes formes de lluita, d'origen molt més popular. Un fenomen especial fou l'origen dels esports d'hivern, lligats a una segona fase de l'evolució de l'excursionisme català. L'altra via de penetració es degué a la tasca d'estrangers residents a Catalunya o catalans que havien visitat l'Occident europeu, impuls aquest especialment visible en el cas del futbol o el tennis, amb aportacions de caràcter individual: els anglesos Arthur Witty i Ernest Witty, els suïssos Joan Gamper i William Tarin, l'alemany Udo Steinberg; o col·lectiu: els enginyers de Fabra i Coats a Barcelona o els de la Canadenca a les comarques lleidatanes. Narcís Masferrer, Bernat Picornell o Gaspar Matas són també altres pioners catalans que cal destacar en aquest tombant de segle.
La primera competició esportiva contra un o més rivals la trobem el 15 de juliol de 1821 amb la celebració d'una regata de rem a Barcelona. Els primers clubs esportius catalans foren de caràcter aristocràtic, com el Círculo Ecuestre (1856), la Societat de Regates (1873), el Club Català de Regates (1879), el Reial Club de Regates (1881), el Polo Club (1897), o l'entitat d'elit Sportmen's Club (1903), la qual comptava amb seccions de fotografia, colombofília, tir olímpic, patinatge, ciclisme i Kegelbahn. Totes aquestes agrupacions eren de la ciutat de Barcelona. Fora de Barcelona cal destacar el naixement del Club Gimnàstic de Tarragona (1886). També es crearen entitats d'origen més popular com l'Ateneu Igualadí de la Classe Obrera (1863), la Joventut Republicana de Lleida (1901), el Centre Autonomista de Dependents del Comerç i de la Indústria (1903, que creà la Secció Especial d'Esports i Excursions el 1905) i l'Ateneu Enciclopèdic Popular (1902); entitats no específicament esportives però que amb el temps crearen les seves seccions de diferents esports. El 1860, a Barcelona, Joaquim Ramis obrí el primer gimnàs. El 6 de novembre de 1876, Pau Gibert, Ricard Padrós, Josep Fiter, Marçal Ambrós, Eudald Canibell i Ramon Armet fundaren l'Associació Catalanista d'Excursions Científiques al turó de Montgat, essent la primera mostra d'esport popular i cultural.
Esports com el joc de pilota o el ciclisme comencen a esdevenir una pràctica més popular durant aquests anys. Aquests i d'altres esports experimentaren un gran creixement quan a Barcelona s'inaugurà l'Exposició Universal de 1888. Aquesta data és sovint considerada com la del naixement de l'esport plenament reglamentat a les terres catalanes.
El 1906, per iniciativa del Mundo Deportivo, se celebrà a Barcelona "La Setmana Esportiva", que fou la primera proposta d'uns jocs esportius a Catalunya. El 1911 es pensà en la idea de crear una plataforma que representés els interessos de les diferents entitats esportives de Barcelona. Així el 1912 es legalitzà la Federació de societats esportives de Barcelona, el primer gran organisme esportiu que representava les diferents federacions esportives de Catalunya.

## La modernització
A les portes de la Primera Guerra Mundial, l'esport català començava a tenir una notable presència pública: es començaven a disputar competicions regularment, alguns clubs començaven a tenir petites masses de seguidors i s'havia consolidat una premsa especialitzada.
Durant aquest període podem destacar una sèrie de factors que portaren a la modernització dels esports a Catalunya:
- Expandiment de les entitats esportives i abandonant alguns dels trets de discriminació social.
- La comarcalització del moviment associatiu.
- Increment dels espais específics per la pràctica de l'esport.
- Consolidació de l'esport com a fenomen públic.
- Consolidació de la xarxa federativa catalana.

L'augment de competicions locals, el progressiu increment del caràcter contemplatiu de l'esport, els efectes de la participació en els jocs d'Anvers i la naixença d'un projecte olímpic per a la ciutat de Barcelona, feia necessari la creació d'infraestructures bàsiques per l'esport.
Entre les instal·lacions construïdes a l'època destaquem el Camp d'Esports del Granollers SC (1918), que comptava amb dues pistes de tennis, un camp de futbol, una pista de patinatge i un velòdrom; o el Camp d'Esports de la Joventut Republicana de Lleida, una pista poliesportiva no igualable a tot el país. Les instal·lacions dissenyades per a la competició d'alt nivell anà lligada a clubs o cercles esportius de prestigi, com el camp de Les Corts del FC Barcelona (1922), les piscines del CN Barcelona (1921), CN Sabadell (1918) i CN Mataró (1922), l'Estadi Català (1921) a la Foixarda (projectat com a primer estadi olímpic de Catalunya pels jocs de 1924), l'autòdrom de Terramar a Sitges (1922), el velòdrom de Badalona (1922) i l'estadi de Sarrià del RCD Espanyol (1923). Alguna d'aquestes grans instal·lacions restaren aviat en desús.

## El projecte olímpic català
A partir de 1913 es crea una llarga etapa d'efervescència pro olímpica al Principat que esperonava els olimpistes catalans a crear els seus propis organismes i projectes. Amb el naixement de la Mancomunitat de Catalunya, la burgesia del país va trobar un instrument polític que podia desenvolupar projectes culturals i esportius.
El 1913, des del Mundo Deportivo, Stadium i La Veu de Catalunya, es posà sobre la taula la possibilitat de la creació d'un Comitè Olímpic Català de cara als jocs de Berlín de 1916, i que fou tirat endavant per l'anomenat club dels tres (Co de Triola, J. Elias Juncosa i J. Mestres i Fossas). Aquesta idea fou recollida per Narcís Masferrer, en proposar que la Federació de Societats Esportives de Barcelona fes el paper de comitè olímpic. Finalment, es creà a finals de 1913 el Comitè Olímpic Català com a subcomitè d'un inexistent Comitè Olímpic Espanyol. El maig del 1916 el Comitè Olímpic Internacional reconeix la Federació Atlètica Catalana. El 1922 es constitueix la Confederació Esportiva de Catalunya, hereva del desaparegut Comitè Olímpic Català i que presideix Joan Ventosa i Calvell. El COI no acaba de reconèixer la confederació, tot i que el 1923 atorga la Copa Olímpica a Catalunya pels mèrits del treball fet per aquest aplec de federacions. El 1924 es crea a Barcelona el Comité Olímpic Espanyol de manera provisional, presidit pel baró de Güell, Santiago Güell i López, essent reconegut pel COI, i establint-se de forma oficial, també a Barcelona, el 1926.
Aquesta febre olímpica es culmina amb un projecte de candidatura olímpica de Barcelona pels Jocs del 1924 i amb la construcció de l'Estadi Català (a la Foixarda). Finalment, tot i els esforços, l'organització dels Jocs Olímpics fou atorgada a la ciutat de París.

## La consolidació de l'esport espectacle
Juntament amb la consolidació del moviment associatiu a Catalunya, en aquest període es produeix la transformació definitiva de l'esport com a espectacle de masses. És l'època dels grans estadis. Dos factors fonamenten aquests canvis importants. En primer lloc els progressos tecnològics (que havien sofert una gran projecció durant la Guerra Mundial). En segon lloc, l'extensió de la premsa de masses i l'aparició de nous mitjans de comunicació com la radiodifusió (la primera emissió pública de l'estat es feu el 14 de novembre de 1924 a l'hotel Colom de Barcelona), el desenvolupament del cinema, la publicitat, etc., que provocà un impuls de l'esport com a espectacle. Com a dada destaquem que el combat de boxa entre Uzcudum i el campió mundial Carnera va reunir a Montjuïc uns 80.000 espectadors.
L'esport, com a reflex de la societat de l'època, fou en els seus inicis majoritàriament masculí. La dona s'hi anà introduint a poc a poc. En aquest aspecte fou un moment cabdal la creació el 1928 del Club Femení i d'Esports, una entitat poliesportiva que fomentà la pràctica de l'esport entre les dones a Catalunya. Uns anys abans, el 1913, ja s'havia creat l'Spanish Girls, el primer equip femení de futbol.
El 1929 se celebrà a Barcelona l'Exposició Internacional. En relació amb l'esport podem destacar dos vessants ben diferenciats. D'una banda la construcció de nous espais. De l'altra, el desenvolupament d'un programa d'activitats esportives. Entre les construccions en destaquem dos, la piscina de Montjuïc, inaugurada el 10 d'agost de 1929 i l'Estadi Olímpic de Montjuïc, inaugurat el 20 de maig del 1929, ambdós construïts amb la vista posada en la idea d'organitzar els Jocs Olímpics de 1936. Respecte al programa d'actuacions, aquest fou molt variat. Va haver-hi proves d'automobilisme, aviació, atletisme (Trofeu Exposició), boxa, esgrima, futbol (amb el partit inaugural de l'estadi entre Bolton Wanderers i la Selecció Catalana), hoquei, rugbi (Espanya vs Itàlia), tir, ciclisme, hípica, bàsquet (Selecció de Barcelona enfront seleccions de ciutats estrangeres), motorisme, columbofília i natació (Campionats d'Europa a Montjuïc).
Barcelona estava molt ben col·locada de cara a l'organització dels jocs del 1936. Del 24 al 27 d'abril de 1931 s'organitzà a Barcelona el 29è congrés del comitè executiu del Comitè Olímpic Internacional però no hi va haver quòrum i finalment es decidí fer la votació per correspondència i aquesta afavorí finalment la ciutat de Berlín. Com a contrapartida, es decidí organitzar a Catalunya l'Olimpíada Popular, el mateix any 1936, reunió de competicions esportives, culturals i folklòriques. Sota la presidència honorària de Lluís Companys es creà un Comitè Català pro Esport Popular. La inauguració era prevista pel 19 de juliol, però, ja amb molts participants a la ciutat, es va haver de suspendre per l'intent de cop d'estat del 18 de juliol encapçalat pels generals Mola, Goded i Franco. Finalment, l'Olimpíada Popular es va fer a Anvers l'any 1937 i hi van participar atletes catalans.

## De la recessió a la internacionalització de l'esport català
La Guerra Civil i la postguerra significaren una greu aturada per l'esport català. A les conseqüències pròpies de la guerra, instal·lacions esportives malmeses, esportistes i dirigents morts o exiliats, cal afegir les dificultats d'un període de postguerra, on les mancances econòmiques deixaren el món de l'esport en segon pla. Molts clubs o associacions van desaparèixer o van tenir greus dificultats per reprendre el camí. L'esport català, a més, va perdre la seva autonomia i va passar a dependre directament del govern de Madrid. Moltes Federacions Catalanes foren suprimides i substituïdes per "Comitès Regionals" depenent de la federació estatal en qüestió. Un cas especial fou la Federació Catalana de Rugbi, que era fundadora i membre de ple dret de la Internacional, i que hagué de perdre aquesta condició. A més, es crearen unes noves institucions que en molts esports monopolitzaren l'activitat esportiva, com el Frente de Juventudes, Educación y Descanso, el Sindicato Español Universitario (SEU) o la Sección Femenina. Per acabar-ho d'adobar, molts clubs van haver de canviar de nom, doncs les denominacions catalanes o estrangeres (cal tenir en compte que molts clubs tenien noms anglòfons) foren prohibides, acceptant-se només els noms en espanyol.
Els nous temps, fruit de l'evolució pròpia de la societat, portaren al creixement i a l'afebliment dels gustos dels seguidors pels diferents esports. Si durant el segle xix, les modalitats esportives amb més puixança eren de caràcter aristocràtic, com l'esgrima, la nàutica, el tir o l'hípica, ja durant la primera meitat del segle xx, aquests foren substituïts per esports més populars, com l'atletisme, el ciclisme, el futbol, els esports de motor, la boxa o la pilota basca. Des dels anys 20, el futbol és l'esport preferit pels catalans. Aquest fet es mantindrà durant la segona meitat de segle. En canvi, esports com la boxa o la pilota aniran perdent adeptes i el seu lloc l'ocuparan esports com el basquetbol, l'handbol, l'hoquei sobre patins.
Durant els anys 50, la recuperació de l'esport a Catalunya ja és un fet. L'esport català és, a més, el capdavanter estatal en la majoria d'esports. Durant aquests anys, comença la internacionalització plena de l'esport. L'esport català comença a participar de forma activa en competicions de caràcter internacional, ja sigui pel que fa a clubs, (es comencen a disputar competicions esportives per a clubs a nivell europeu) o a nivell de seleccions (on els esportistes catalans hi participen representant a Espanya o França). El moment àlgid esportivament parlant es viu a Barcelona l'any 1955 amb la celebració dels segons Jocs del Mediterrani.
Els Jocs van desenvolupar-se del 16 al 25 de juliol de 1955. Hi van prendre part les seleccions d'Espanya, França, Itàlia, Grècia, Turquia, Síria, Líban, Egipte i Mònaco. L'organització resultà prou reeixida i mostra la suficient capacitat de la ciutat per ser seu olímpica. Les proves es disputaren a l'Estadi Olímpic, a la Piscina de Montjuïc i al Palau d'Esports, que fou construït especialment per a encabir-hi les proves de pista. Al comitè organitzador hi havia, entre d'altres, Joan Antoni Samaranch (aleshores regidor d'esports de Barcelona) i Lluís Sentís (president de la Federació Catalana de Rugbi i del CN Barcelona).
Pel que fa a l'aspecte purament esportiu, el participant més destacat fou sens dubte el gimnasta Joaquim Blume, que s'emportà sis medalles d'or i una de bronze. Però els esportistes catalans també destacaren en altres esports. Es guanyà la medalla d'or en bàsquet i hoquei herba (amb unes seleccions majoritàriament catalanes). En atletisme destacaren Tomàs Barris, Antoni Farrés, Sebastià Junqueras, Salvador Bosch i Alfons Vidal Quadras. Miquel Cases fou medalla d'argent en boxa; Manuel Peytaví bronze en salts de palanca, Josep Duch i Antoni Fontquerni foren segons en rem i Ramon Balcells també fou segon en vela, classe «flying dutchman». En hoquei patins, Espanya fou segona darrera Itàlia.

## Principals impulsors i divulgadors de l'esport a Catalunya
- Baldiri Aleu i Torres. Fou l'introductor del rugbi a la Catalunya del Sud i fundador el 1921 i president de la Unió Esportiva Santboiana.

- Josep Maria Armangué i Feliu (Barcelona, 1890-El Prat de Llobregat, 1917). Esportista i inventor. Fou el principal impulsor dels esports de motor a Catalunya. Creà el David, un autocicle que es convertí en el primer automòbil popular català. Fou l'ànima del Reial Moto Club de Catalunya. Com a pilot guanyà la cursa Barcelona/Sabadell/Barcelona de 1914. Després de la seva mort en accident aeri es creà en el seu honor el Trofeu Armangué (1921-23).[3]

- Antoni Batlle i Mestre (Sitges, 1888-Barcelona, 1955). Mossèn. Fou el gran impulsor del moviment escolta a Catalunya. El 1927 s'integra als Minyons de Muntanya que crea Josep Maria Batista i Roca i el 1930 fundà l'Agrupament Mare de Déu de Montserrat del qual fou consiliari. A partir de 1943, l'Agrupament continua les seves tasques. El 1955 mossèn Batlle, en estat d'agonia, rep de part del Bisbe de Barcelona el nomenament de consiliari diocesà d'escoltisme.

- Vicenç Bernades i Viusà (Barcelona, 1896-Barcelona, 1976). Periodista i polític. Començà la seva carrera com a cronista esportiu col·laborant a El Poble Català (1912). El 1918 fundà Catalunya Sportiva, el 1925 L'Esport Català, ambdues en català. També fou redactor de La Publicitat (1922) i La Humanitat (1932). Entre 1934-1936 fou regidor de Barcelona per ERC.

- Joaquim Blume i Carreras (Barcelona, 1933-Serra de Valdemecas, Conca, 1959). És un dels millors gimnastes de l'estat espanyol de totes les èpoques. Guanyà del 1949 al 1958 tots els campionats d'Espanya i de Catalunya. El 1955 fou segon a la 1a Copa d'Europa a Gènova i campió absolut als Jocs del Mediterrani de Barcelona i 10è al campionat d'Europa de Frankfurt. El 1956 guanya el 8 Nacions a París, però no pogué participar en els Jocs de Melbourne per motius polítics. El 1957 i el 1958 guanya els campionats d'Europa a París i Viena, títol que no pogué defensar a Moscou l'any següent de nou per motius polítics. La seva gran trajectòria esportiva va ser frenada de cop en un accident d'avió el 1959.

- Ricard Cabot i Montalt (Barcelona, 1885-Barcelona, 1958). Futbolista, periodista i directiu. El 1901 fundà el FC Catalònia del qual fou jugador. També jugà al Salut SC, FC Barcelona i X SC. Va crear el periòdic Sports. També va escriure a Stadium. Fou president de la Federació Catalana de Futbol i fou principal promotor de la lliga espanyola de futbol.

- Josep Canudas i Busquets (Barcelona, 1894-Friburg, 1975). Pilot d'aviació i periodista. Fou un dels impulsors de l'aeronàutica a Catalunya. L'any 1915 va participar en la fundació de l'Aero Club de Catalunya. El 1923 fundà la Penya de l'Aire i el 1924 aconseguí la creació de l'aeròdrom civil de Catalunya, l'aeròdrom Canudas. L'any 1929 creà l'Escola d'Aviació Barcelona de l'Aeròdrom Canudas.

- Valentí Castanys i Borràs (Barcelona, 1898-Barcelona, 1965). Dibuixant i Periodista. Fou col·laborador d'un gran nombre de publicacions d'humor gràfic. Des de Xut! (1922-36), que dirigí, esdevingué un dels més grans dibuixants de la premsa esportiva catalana en el seu vessant humorístic i satíric. Posteriorment va ser director de El Be Negre (1931) i El Once (1954).

- Josep Maria Co de Triola (Barcelona, 1884-Barcelona, 1965). Periodista i fotògraf esportiu. Treballà a Stadium, La Veu de Catalunya i a D'Ací i d'Allà, amb el pseudònim Passavolant. Fou membre fundador de la Societat de Periodistes Esportius (1911). En l'àmbit esportiu, participà en la fundació de l'Aero Club de Catalunya (1915) i del Comitè Olímpic Català (1913). També fou membre del CEC.[4]

- Josep Elías i Juncosa (Tarragona, 1880-Barcelona, 1944). Esportista, directiu i periodista. Fou un dels màxims impulsors i divulgadors dels esports a Catalunya en el primer terç del segle xx. Fou membre o directiu de diversos organismes i clubs. Com a divulgador, dirigí Los Deportes el 1903, treballà a La Veu de Catalunya i fou el promotor de la col·lecció Biblioteca Los Sports.

- Joan Gamper Haessig (Winterthur, 1877-Barcelona, 1930). Futbolista i dirigent esportiu. Practicant de diversos esports a Suïssa i França, fou el fundador, capità i posteriorment president del FC Barcelona. També participà en la fundació del RCT Barcelona. Fou un dels grans impulsors del futbol a Catalunya.

- Guerau Garcia i Obiols (Barcelona, 1905-Barcelona, 1990). Atleta, federatiu i periodista. Considerat un dels millors marxadors de tots els temps. S'inicià a la secció d'atletisme del CADCI. Guanyà el primer Campionat de Catalunya de 30 km marxa el 1927 i des d'aleshores es convertí en el gran dominador de la marxa atlètica fins al 1943. Com a periodista col·laborà Los Deportes, La Nau, El Matí, El Mundo Deportivo i Avui. A més creà la publicació Catalunya Atlètica.[5]

- Lluís Mas i Ossó (Poboleda, 1908-Reus, 1984). Esportista i polític. Un dels principals impulsors de l'esport a Reus. Fundador del CN Reus Ploms i principal impulsor de l'atletisme a la ciutat.

- Narcís Masferrer i Sala (Madrid, 1867-Barcelona, 1941). Fou present a la majoria d'iniciatives de l'esport català de la segona meitat de segle xix i primer terç de segle xx. Va impulsar l'Associació Catalana de Gimnàstica (1887), fundà els diaris Los Deportes i El Mundo Deportivo i participà activament en la constitució del Comitè Olímpic Català (1913) i la Confederació Esportiva de Catalunya (1922), entre moltes altres activitats.

- Josep Mesalles i Estivill (Lleida, 1892-Barcelona, 1943). Periodista i directiu. Iniciador del club de tennis del CADCI i secretari de l'Associació de Lawn Tennis de Catalunya. Fou el secretari del primer Comitè Olímpic Català i del Consell de les Olimpíades, creat per impulsar el projecte Barcelona'1924. Més tard fou un dels creadors de la Confederació Esportiva de Catalunya. També fou secretari del C.O.E. i redactor de La Jornada Deportiva i Tennis.

- Jaume Mestres i Fossas (Barcelona, 1892-Barcelona, 1981). Arquitecte. Projectà l'Estadi Català amb una capacitat de 35.000 espectadors com un dels més moderns d'Europa del moment. Dissenyà l'Autòdrom de Terramar i construí la piscina coberta del CN Barcelona. Fou impulsor del Consell de les Olimpíades i fou president de la Federacio Espanyola de Natació Amateur.

- Pere Mias i Codina (Lleida, 1880-Montpeller, 1941). Advocat i polític. Fou fundador de l'Associació Escolar Republicana i participà activament en la fundació de la Joventut Republicana de Lleida, gran impulsora de l'esport a la ciutat. Fou conseller d'agricultura de la Mancomunitat i de la Generalitat de Catalunya.

- Nemesi Ponsati i Solà (Barcelona, 1897-Barcelona, 1980). Esportista i directiu. És considerat el pare de l'atletisme català.[6] Practicà la natació i l'atletisme al CN Barcelona, essent el gran impulsor d'aquesta darrera secció. També fou president del club i de les federacions d'atletisme i natació. Creà el trofeu de l'atleta complet (1918), una competició anual organitzada pel club. També destacà en el camp de la pedagogia esportiva.[7]

- Àngel Rodríguez Ruiz (Barcelona, 1879-Barcelona, 1959[8]). Futbolista i dirigent esportiu. Fou el fundador i primer president de la Societat Espanyola de Football, més tard RCD Espanyol, el 1900.

- Josep Samitier i Vilalta (Barcelona, 1902-Barcelona, 1972). Futbolista i entrenador de futbol. Un dels futbolistes més importants dels anys 20. Jugà a l'Internacional i al FC Barcelona (1919-1932). També fou entrenador i directiu del club. Fou medalla de plata als Jocs d'Anvers de 1920.

- Lluís Sentís i Anfruns (Barcelona, 1910?-Barcelona, 1996). Advocat i dirigent esportiu. Germà de Carles Sentís i Anfruns, fou president del Club Natació Barcelona entre 1943 i 1975 i de la Federació Catalana de Rugbi (1939-1974). Fou un dels principals organitzadors dels Jocs del Mediterrani de 1955.[9]

- Juli Soler i Santaló (Barcelona, 1865-Barcelona, 1914). Excursionista i enginyer. Fou un dels iniciadors de l'excursionisme d'alta muntanya a Catalunya. Membre del CEC, donà a conèixer els Pirineus Centrals i la Vall d'Aran, creà l'estació meteorològica de Viella i publicà una guia de la Vall d'Aran el 1906.[10][11][12]

- François William Tarin Maurer (Lausana, 20 d'abril de 1869 - Madrid, 11 de maig de 1926).[13] Fou el gran impulsor de l'esport a Tarragona. Entre altres activitats fundà el FC Tarragona el 1901 i fou el creador de la Volta Ciclista a Tarragona el 1908.

- Antoni Vilà i Bisa (Vilassar de Mar, 1888-Barcelona, 1965). Mariner mercant i periodista. Va ser redactor d'esports de La Publicitat. Fundà, amb Bernades, L'Esport Català. A finals de la Guerra Civil dirigí La Publicitat i fou cap de premsa de la Generalitat de Catalunya. Com a cronista del món de la boxa amb el pseudònim de Critias desenvolupà un nou estil de comentari que s'avançà al seu temps.

- Ricard Zamora i Martínez (Barcelona, 1901-Barcelona, 1978). Futbolista i entrenador de futbol. Un dels futbolistes més importants dels anys 20. Jugà al RCD Espanyol (1916-1919, 1922-1930) i FC Barcelona (1919-1922). També fou entrenador i secretari tècnic. Fou medalla de plata als Jocs d'Anvers de 1920.

## Història per esport
| Esport              | Any  | Primer club                                      | Principal impulsor     | Història en detall                                |
| ------------------- | ---- | ------------------------------------------------ | ---------------------- | ------------------------------------------------- |
| Hípica              | 1856 | Círculo Ecuestre                                 | -                      | Història de l'hípica a Catalunya                  |
| Rem                 | 1873 | Societat de Regates de Barcelona                 | Joan Camps             | Història del rem a Catalunya                      |
| Esgrima             | 1876 | Sala d'Armes del Círculo Ecuestre                | Josep Bea              | Història de l'esgrima a Catalunya                 |
| Muntanyisme         | 1876 | Associació Catalanista d'Excursions Científiques | Cèsar August Torras    | Història del muntanyisme a Catalunya              |
| Vela                | 1878 | Club Nàutic de Tarragona                         | Riccardo Millieri      | Història de la vela a Catalunya                   |
| Ciclisme            | 1884 | Club Velocipèdic de Barcelona                    | Claudi de Rialp        | Història del ciclisme a Catalunya                 |
| Gimnàstica          | 1886 | Club Gimnàstic de Tarragona                      | Narcís Masferrer       | Història de la gimnàstica a Catalunya             |
| Rugbi               | 1889 | Unió Esportiva del Liceu                         | Albert Lincou          | Història del rugbi a Catalunya                    |
| Joc de pilota       | 1893 | Real Sociedad de Sport Vasco                     | -                      | Història del joc de pilota a Catalunya            |
| Futbol              | 1898 | Palamós Foot-ball Club                           | Joan Gamper            | Història del futbol a Catalunya                   |
| Tennis              | 1899 | Barcelona Lawn Tennis                            | Ernest Witty           | Història del tennis a Catalunya                   |
| Automobilisme       | 1903 | Automòbil Club de Barcelona                      | Josep Maria Armangué   | Història de l'automobilisme a Catalunya           |
| Motonàutica         | 1904 | Reial Club Marítim                               | Miquel Sans            | Història de la motonàutica a Catalunya            |
| Tir olímpic         | 1905 | Tiro Nacional de Barcelona                       | Josep Maria Miró       | Història del tir olímpic a Catalunya              |
| Natació i waterpolo | 1907 | Club Natació Barcelona                           | Bernat Picornell       | Història de la natació i el waterpolo a Catalunya |
| Hoquei herba        | 1907 | Barcelona Hockey Club                            | Josep Omedes           | Història de l'hoquei herba a Catalunya            |
| Esports aeris       | 1908 | Associació de Locomoció Aèria                    | Josep Canudas          | Història dels esports aeris a Catalunya           |
| Esports d'hivern    | 1908 | Secció de muntanya del CEC                       | Albert Santamaria      | Història dels esports d'hivern a Catalunya        |
| Beisbol             | 1909 | Iris Base Ball Club                              | Agustí Peris de Vargas | Història del beisbol a Catalunya                  |
| Boxa                | 1910 | Barcelona Boxing Club                            | Ramon Larruy           | Història de la boxa a Catalunya                   |
| Atletisme           | 1912 | Sport Atlètic Barcelonès                         | Nemesi Ponsati         | Història de l'atletisme a Catalunya               |
| Golf                | 1912 | Barcelona Golf Club                              | -                      | Història del golf a Catalunya                     |
| Motociclisme        | 1913 | Amateur Moto Club de Barcelona                   | Josep Maria Armangué   | Història del motociclisme a Catalunya             |
| Lluita              | 1913 | Ateneu Enciclopèdic Popular                      | Jaume Garcia           | Història de la lluita a Catalunya                 |
| Escacs              | 1921 | Club Escacs Barcelona                            | Plàcid Soler           | Història dels escacs a Catalunya                  |
| Basquetbol          | 1922 | Laietà Basket-Ball Club                          | Eusebi Millan          | Història del basquetbol a Catalunya               |
| Billar              | 1928 | Billar Club Barcelona                            | Raimon Vives           | Història del billar a Catalunya                   |
| Hoquei patins       | 1929 | Skating Club Catalunya                           | Joan Antoni Samaranch  | Història de l'hoquei patins a Catalunya           |
| Tennis de taula     | 1930 | CPP Calella                                      | Ramon Farran           | Història del tennis de taula a Catalunya          |
| Handbol             | 1932 | Secció d'handbol del FC Barcelona                | Pere Sust              | Història de l'handbol a Catalunya                 |
| Piragüisme          | 1934 | Kayak Club de Catalunya                          | Antoni Daura           | Història del piragüisme a Catalunya               |
| Voleibol            | 1946 | CD Hispano-Francès                               | -                      | Història del voleibol a Catalunya                 |
| Tir amb arc         | 1947 | AE Etnografia i Folklore                         | Eugenio-Santos Chavala | Història del tir amb arc a Catalunya              |
| Hoquei gel          | 1948 | Club Alpí Núria                                  | Pere Dosta             | Història de l'hoquei gel a Catalunya              |
| Bitlles i bowling   | 1950 | Peña Bolística Cantabria                         | Xavier Solà            | Història de les bitlles i el bowling a Catalunya  |
| Judo                | 1951 | Club Judo Barcelona                              | Henry Birnbaum         | Història del judo a Catalunya                     |
| Halterofília        | 1952 | Centre Gimnàstic Barcelonès                      | Jaume Figueras         | Història de l'halterofília a Catalunya            |
| Corfbol             | 1980 | Liceu Egara                                      | Antoni Jurado          | Història del corfbol a Catalunya                  |
| Futbol americà      | 1987 | Badalona Dracs                                   | Pere Moliner           | Història del futbol americà a Catalunya           |